# Fiat 2411/1 Cansa
Il Fiat 2411/1 Cansa è un modello di filobus realizzato in Italia nei primi anni sessanta, subentrando al più noto Fiat 2411 Cansa.

## Caratteristiche
È un filobus lungo 11 metri con guida a destra, due porte a libro (una posteriore a due ante, una centrale con tre ante), prodotto dalla Fiat Veicoli Industriali nella classica livrea biverde, carrozzato dalla "Cansa" di Novara ed equipaggiamento elettrico CGE o TIBB. Negli anni seguenti la carrozzeria ha assunto le più svariate colorazioni a seconda dell'azienda proprietaria.

## Diffusione
Il Fiat Cansa 2411/1 è stato uno degli ultimi modelli costruiti in Italia, prima della crisi produttiva avvenuta tra la metà degli anni sessanta e la fine degli anni settanta.
La diffusione nelle aziende di trasporto pubblico italiane, in questo caso, dipende soltanto dai vari passaggi che hanno subito le vetture ancora funzionanti ed appartenenti in origine alla "SAER" di Verona, man mano che venivano smantellate le filovie.
 Verona, SAER poi AMT 
- serie 145-156: 12 vetture, livrea biverde, cedute poi a Salerno (ATACS) ed a Bergamo (AMFTE).

 Salerno 
L'allora "ATACS", poi CSTP aveva acquistato quasi l'intero lotto di vetture provenienti da Verona.
- serie 294-303: 10 vetture, livrea biverde (ex-SAER numeri 145-148, 150-154, 156).

Bergamo, AMFTE (poi ATB)
- serie 37-38: 2 vetture, livrea biverde (ex-SAER-VR numeri 149, 155), cedute poi a Bologna.
- serie 35-36 + 39-42: 4 vetture, livrea biverde (ex-SAER-VR, matricole 135-136 + 231-234). Vettura 42 ceduta a Bologna (matricola 1438), le altre radiate entro 1981.

Bologna, ATM (poi ATC)
Questa città revisionò completamente queste due vetture.
- serie 1436-1437: 2 vetture, nuova livrea avana-arancio, cedute a Sanremo.

 Sanremo 
La STEL (poi RT) non volendo abbandonare il filobus acquisì 9 vetture usate provenienti da Bologna, di cui 7 erano dell'ACAP Padova (Fiat 2411 Cansa) e 2, come si è visto, della AMT di Verona.
- serie 1418-1419 (STEL 18-19): 2 vetture, livrea avana-arancio, radiazione 1989-1990.

## Conservazione
- La "RT" di San Remo, dopo la radiazione tra il 1989 ed il 1990, ha inviato la vettura n. 1418 al Museo Nazionale dei Trasporti (La Spezia), dove è stata esposta.

### Ricostruzione delcurriculum vitædi questa vettura
- 1961 Verona (SAER) n. 149
- 1975 Bergamo (AMFTE) n. 37
- 1977 Bologna (ATC) n. 1436
- 1983 San Remo (STEL / RT) n. 18 / 1418
- 1990 Museo Nazionale dei Trasporti (La Spezia).